# Faten Hamama

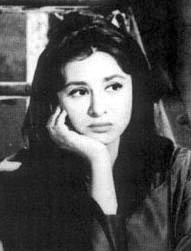
Faten Hamama tại Al-Haram

Faten Hamama (27 tháng 5 năm 1931 – 17 tháng 1 năm 2015) là diễn viên người Ai Cập. Bà trở nên thành công trong lĩnh vực truyền hình cũng như điện ảnh. Bà cũng là một nhà sản xuất. Bà được nhớ đến bởi các vai diễn trong các phim Bullet in the Heart, The Angel of Mercy, và The Two Orphans. Sinh ra tại Mansoura, Ai Cập, bà có vai diễn đầu tiên khi còn là một đứa trẻ trong bộ phim Happy Day. Bộ phim xoay quanh một cặp đôi trẻ và một người phụ nữ cố gắng phá hủy mối quan hệ của họ. Trong những năm tiếp theo, bà xuất hiện trong những phim như Bullet in the Heart và A Small Millionaire. Ban đầu bà định thực hiện một vai diễn nhỏ, sự nổi tiếng của bà đã phát triển theo các năm và bà thiết lập vị trí như là một diễn viên dẫn đầu của Ai Cập và là một trong những diễn viên xuất sắc nhất của Trung Đông. Trong sự nghiệp mở rộng của mình kéo dài hơn 60 năm, bà làm việc trong hơn 100 bộ phim và chương trình truyền hình. Là một diễn viên được trang hoàng, bà là người nhận Giải thưởng Đặc biệt tại Liên hoan Phim Quốc tế Moscow và Huân chương Danh dự Lebanon bên cạnh những giải thưởng uy tín.

## Thời thơ ấu và cuộc sống đầu đời[1]
Faten Ahmed Hamama sinh ngày 27 tháng 5 năm 1931 trong một gia đình trung bình bậc thấp ở Ai Cập. Theo như giấy khai sinh của bà, bà sinh ra tại Mansoura; tuy nhiên, bà đã từng nói là bà từng sinh ra tại Cairo. Cha của bà là ông Ahmed Hamama là một nhân viên làm việc trong Bộ Giáo dục Ai Cập, trong khi đó mẹ của bà là một nội trợ. Bà cũng có hai người anh em trai, Muneer và Mazhar, và một người chị em gái tên Layla. Khi Faten 6 tuổi, cha của bà đưa bà đến một nhà hát để xem một bộ phim mà Assia Dagher đóng vai chính. Faten Hamama đã bị ảnh hưởng sâu sắc bởi nữ diễn viên này và cách diễn của bà nên Faten quyết định theo đuổi sự nghiệp diễn xuất. Faten cũng được có một vai diễn trong một bộ phim do đạo diễn Mohammed Karim chỉ đạo diễn xuất, người đang tìm kiếm vai một đứa bé gái cho bộ phim Happy Day của ông. Faten được chọn vào vai diễn đó và phần biểu diễn của bà đã được yêu thích bởi mọi người. Tiếp theo đó, bà xuất hiện trong bộ phim Bullet in the Heart được phát hành vào năm 1944. Bộ phim này nói về một người đàn ông đang nữ hóa người đã phải lòng người tình của bạn anh ta. Diễn viên nữ nhỏ tuổi Faten xuất hiện trong The First Month (1945) và Universe (1946). Cuối cùng, bà rời khỏi Ai Cập với cha mẹ của mình để học tại Học viện Cao cấp về Diễn xuất.

## Sự nghiệp[1]
Faten Hamama có tiềm năng được công nhận bởi đạo diễn phim Youssef Wahbi người đã chọn bà làm vai diễn trung tâm trong bộ phim The Angel of Mercy. Bộ phim đã đạt được sự ưa thích của khán giả và đã thúc đẩy Faten lên hàng ngôi sao. Những bộ phim khác bà xuất hiện trong những năm sau đó là The Punishment (1948), The Two Orphans (1948), Lady of the House (1949), Father Ameen (1950). Bà xuất hiện trong một số phim vào thập niên 1950, thời kỳ được cho là Thời kỳ Vàng của Điện ảnh Ai Cập. Những bộ phim bà tham gia bao gồm Your Day Will Come (1952), bộ phim này là một thành công lớn, Slaves of Money (1953), God is With Us (1955) và The Barred Road (1958).
Mặc dù có một sự nghiệp thành công, bà đã gây ra cuộc tranh cãi trong thập niên 1960 khi bà tuyên bố bà bị xách nhiễu bởi tình báo Ai Cập. Như một kết quả, bà bị cấm chu du cũng như tham gia các liên hoan phim. Tuy nhiên, sau nhiều nỗ lực và tranh cãi, bà cuối cùng được cho phép để rời khỏi quốc gia của bà. Mặc dù không có nhiều diễn xuất trong khoảng thời gian này, bà xuất hiện trong một số ít ỏi phim như No Time For Love (1963) và The Sin (1965).
Khi bà trở nên lớn tuổi trong các năm tiếp theo, các vai diễn của bà giảm xuống. Tuy nhiên, bà vẫn tiếp tục xuất hiện trong một số phim thành công như The Thin Thread (1971), My Love (1974), Mouths and Rabbits (1977), The Night of Fatima’s Arrest (1985) and Land of Dreams (1993).
Bộ phim cuối cùng trong sự nghiệp của bà là vai diễn trung tâm trong phim vài tập của Ai Cập Face of The Moon. Bộ phim rất thành công và cuối cùng thắng giải "Phim có tập Tốt nhất" của Liên hoan Truyền hình và phát thanh Ai Cập được tổ chức vào năm 2001. Trong sự nghiệp của bà, bà cũng đóng vai trò nhà sản xuất cho một số bộ phim như Love and Tears (1955) và The Song of Death (1973).

## Những điểm nhấn chính[1]
- Faten Hamama đã gặt hái sự yêu thích lần đầu tiên bởi vai diễn trong The Angel of Mercy. Được đạo diễn và viết kịch bản bởi Youssef Wahbi, bộ phim được trình chiếu vào năm 1946. Bộ phim bao gồm các diễn viên chính Faten Hamama, Negma Ibrahim, Raqiya Ibrahim, Farid Shawqi và Youssef Wahbi. Hamama thể hiện vai một cô bé có người cha nghi ngờ người anh bị ghẻ lạnh của vợ mình trở thành người yêu của vợ mình.
- Một tác phẩm quan trọng khác trong sự nghiệp của Faten là vai diễn chính trong bộ phim của Ai Cập The Sin. Được đạo diễn bởi Henry Barakat, bộ phim được phát hành vào năm 1965. Bộ phim bao gồm các diễn viên chính Faten Hamama, Zaki Rostam và Abdullah Gaith. Faten thể hiện vai một người phụ nữ nông dân nghèo bị cưỡng hiếp khi đang làm việc trong đồng ruộng. Điều đó dẫn đến việc bà có thai và cái chết của bà, biến bà trở thành tử đạo để trở thành nguyên nhân cho những người nông dân đang đấu tranh.

## Giải thưởng và thành tựu[1]
- Trong sự nghiệp của mình, Faten đã nhận một số giải thưởng cho sự diễn xuất xuất sắc của mình trên màn ảnh. Giải thưởng quốc tế bà đã nhận bao gồm:

- Giải thưởng Đặc biệt tại Liên hoan Phim Quốc tế Tehran (1972, The Thin Thread)
- Giải thưởng Đặc biệt tại Liên hoan Phim Quốc tế Moskva (Empire M)

- Những sự vinh danh khác bao gồm:

- Decoration of Creativity of First Degree, được trao bởi Khaled Chehab, Thủ tướng Lebanon (1953)
- Decoration of the State of the First Order, được trao bởi Anwar Sedat, Tổng thống Ai Cập (1976)

## Đời tư[1]
Faten cưới đạo diễn Ezzel Dine Zulficar vào năm 1947. Cuộc hôn nhân này duy trì đến năm 1954, cả hai có một người con gái. Sau đó, Fatem kết hôn với Omar Sharif từ 1954 đến 1974. Cặp vợ chồng này có một đứa con trai tên Tarek Sharif. Faten sau đó lại kết hôn với Abdel Wahab Mahmoud, bác sĩ người Ai Cập và cả hai sống với nhau cho đến khi bà qua đời vào năm 2015.
Faten qua đời vào ngày 17 tháng 1 năm 2015, ở tuổi 83. Cái chết của bà không được xác định bởi con trai của bà. Cái chết của bà nhận được sự quan tâm đáng xem xét của giới truyền thông và đám tang của bà có sự tham dự của hàng ngàn người thương tiếc.